# Breiteberg
Breiteberg (česky Široká hora) je vrch v Sasku, nedaleko hranic s Českou republikou, v zemském okrese Zhořelec. Leží na rozhraní Šluknovské pahorkatiny a Lužických (Žitavských) hor. Kopec je dominantou obce Hainewalde, od které je vzdálen asi 30 minut pěší chůze. Má nadmořskou výšku 510 metrů a je tvořen převážně znělcem.
V roce 1467 proběhla pod Breitebergem bitva mezi husity a Žitavskými, když husité táhli s kořistí do Čech. V boji pod Breitebergem bylo usmrceno 150 husitů.[zdroj?]
Na vrchol vede červená turistická značka po sjízdné cestě přímo k malé restauraci a 13 metrů vysoké kamenné rozhledně.